# Huabeisaurus allocotus
Lo huabeisauro (Huabeisaurus allocotus) è un dinosauro erbivoro appartenente ai sauropodi; visse nel Cretaceo superiore (Campaniano, circa 75 milioni di anni fa) e i suoi resti sono stati ritrovati in Cina settentrionale.

## Descrizione
Questo dinosauro, conosciuto per uno scheletro quasi completo mancante però del cranio, doveva superare i 20 metri di lunghezza. La particolarità di questo animale risiede nella forma delle vertebre, che possedevano insolite zone articolari: le vertebre cervicali e dorsali erano opistocele (ovvero concave all'estremità posteriore), mentre quelle caudali erano anficele (concave a entrambe le estremità), anche se la cavità era molto più profonda nella parte posteriore. Le ossa al di sotto della coda (chevron) erano a forma di Y, e anche le spine neurali delle vertebre cervicali erano biforcute. Assieme allo scheletro sono stati ritrovati anche alcuni denti, a forma di matita (come in Diplodocus e Nemegtosaurus).

## Classificazione

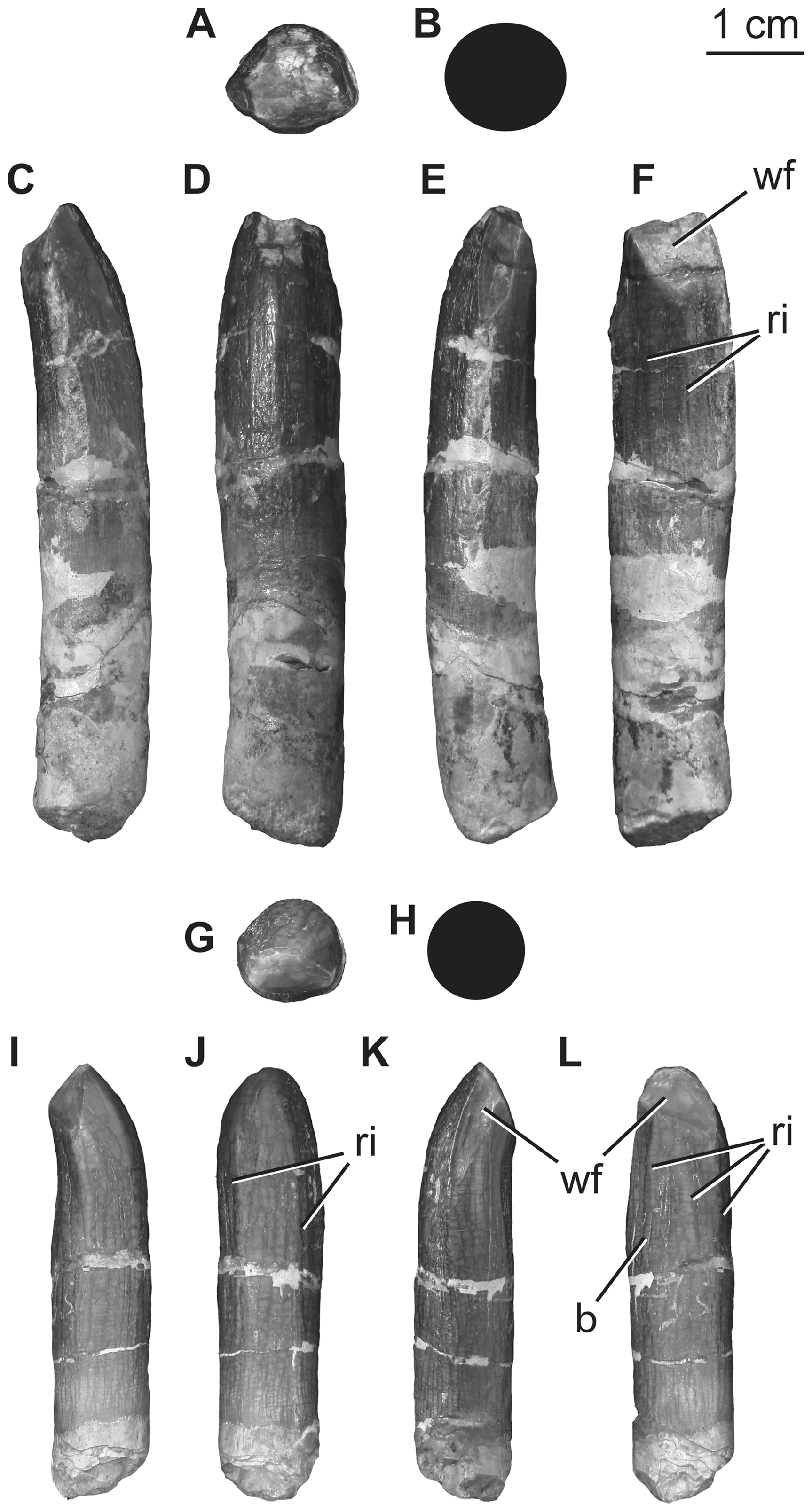
Denti di Huabeisaurus allocotus

Le insolite vertebre di Huabeisaurus portarono gli studiosi che lo descrissero la prima volta (Pang % Cheng, 2000) a considerarlo appartenente a una distinta famiglia di sauropodi, gli Huabeisauridae. In seguito un riesame dei resti, insieme alla comparazione con altri sauropodi asiatici del Cretaceo, ha portato i paleontologi a ritenere che Huabeisaurus era probabilmente un rappresentante inusuale dei titanosauri, forse imparentato con il bizzarro Opisthocoelicaudia e con Nemegtosaurus.

## Significato del nome
Il nome Huabeisaurus significa "lucertola di Huabei", con riferimento al nome con cui viene designata la grande regione amministrativa della Cina settentrionale. L'epiteto specifico, allocotus (dal greco "inusuale"), si riferisce alle caratteristiche insolite di questo sauropode del Cretaceo superiore.